# (21537) Fréchet
(21537) Fréchet ist ein Asteroid des Hauptgürtels, der am 15. August 1998 vom italo-amerikanischen Astronomen Paul G. Comba am Prescott-Observatorium (IAU-Code 684) in Arizona entdeckt wurde.
(21537) Fréchet gehört zur Themis-Familie, einer Gruppe von Asteroiden, die nach (24) Themis benannt wurde.
Der Asteroid wurde am 9. Mai 2001 nach dem französischen Mathematiker Maurice René Fréchet (1878–1973) benannt, der grundlegende Arbeiten in der Funktionalanalysis verfasste und nach dem mehrere mathematische Begriffe wie beispielsweise die Fréchet-Ableitung, der Fréchet-Raum und die Fréchet-Verteilung benannt sind.